# Leigh Davids
Leigh Davids, née le 25 mars 1979 et morte 27 février 2019, est une femme transgenre sud-africaine, militante politique et défenseure des droits des travailleuses du sexe transgenres et de la dépénalisation du travail du sexe.

## Biographie

### Enfance et adolescence
Davids nait dans une famille musulmane au Cap. À 14 ans, elle quitte la maison pour échapper aux abus et à la discrimination de sa famille qui n'accepte pas son identité de genre. Elle se tourne vers le travail du sexe pour subvenir à ses besoins, après quoi, comme beaucoup d’autres travailleuses du sexe en Afrique du Sud, elle subit du harcèlement et des abus de la part de la police . Ces expériences influencent son travail militant plus tard dans sa vie et son combat pour la dépénalisation du travail du sexe en Afrique du Sud.

### Parcours militant
Davids travaille pour GenderDynamix, SWEAT (Sex Workers Education and Advocacy Taskforce), GALA et SRJC (Sexual and Reproductive Justice Commission). Elle est membre fondatrice et coordinatrice de SistaazHood, un groupe de soutien aux travailleuses du sexe transgenres, fondé en 2010 et qui est le plus grand du genre en Afrique. En 2016, SHE (Sexual Health Empowerment ) lui décerne un prix pour la création de mouvements en Afrique du Sud.
En 2017, Davids participe au Zeitz MOCAA Curatorial Lab LGBTQI+ Forum and Press Workshop et en 2018, elle est au centre de l'exposition du photographe Robert Hamblin qui met en avant les voix des travailleuses du sexe transgenres de couleur au Cap.

En 2017, lors de la conférence sur la santé, le plaidoyer et la recherche trans en Afrique australe, elle fait une présentation intitulée « L’exclusion violente des trans » qui relate l’augmentation des niveaux de violence et de discrimination transphobes en Afrique du Sud. Elle partage également une histoire sur ses luttes quotidiennes personnelles qui met en évidence les structures plus larges des préjugés institutionnels et de la violence sexuelle et sexiste :
[...] ils [la société] ne parlent pas ma langue [...] la langue que parle une personne noire, pauvre et sans abri ; je veux dire la langue que parle une travailleuse du sexe transgenre du Cap, qui vit dans la rue, qui n'a pas de chez elle. Est-ce que quelqu'un d'entre vous connaît déjà ma langue ? [...] Le matin, quand je me réveille, [et] quand les autres filles me voient sous un morceau de plastique [...] je me demande comment je vais obtenir 40 R aujourd'hui ? Pour qui vais-je accomplir ma pauvreté aujourd’hui ? Qui va m’humilier aujourd’hui quand je demanderai des ARV ? Qui me renverra encore une fois cette année quand je dirai que j'ai été violée ENCORE ?! Est-ce que ce sera le jour où les policiers ne m'obligeront plus à leur sucer la bite simplement parce que je suis allée à l'arrêt de bus en étant trans ? Vais-je survivre à cette journée ?
 Davids expose le rejet des personnes homosexuelles pauvres et des travailleurs du sexe par le système de santé sud-africain, empêchant de ce fait leur accès à un traitement approprié contre le VIH,.
Davids est reconnue pour avoir consacré sa vie à la lutte pour les droits des travailleurs du sexe, à l'éducation des communautés sur l'orientation sexuelle et l'identité de genre, à la création d'espaces sûrs et solidaires pour les personnes LGBTQA+ et à la défense d'un accès juste et équitable aux soins de santé.

## Disparition
Testée positif au VIH en 2009, Davids merut le 27 février 2019 au Brooklyn Chest Hospital du Cap des suites de complications de santé liées au VIH.Son décès survient deux semaines avant son 40e anniversaire, reflétant tragiquement une déclaration faite par elle lors de l'exposition interseXion en 2018 : « Des études internationales montrent que l'espérance de vie des femmes transgenres est de 30 à 32 ans. Nous n'avons pas d'études en Afrique du Sud, mais depuis 2011, nous avons photographié 30 travailleuses du sexe transgenres noires pour ce projet ; cinq d'entre nous sont décédées avant l'âge de 40 ans. ».